# Ta13oo
Ta13oo (estilizado TA13OO e pronunciado Taboo ) é o terceiro álbum de estúdio do rapper americano Denzel Curry. Foi lançado em 27 de julho de 2018, pela PH Recordings e distribuído pela Loma Vista Recordings. O álbum segue o segundo álbum de estúdio de Curry, Imperial (2016), e o EP 13 (2017). Conta com participações especiais de Twelve'len, GoldLink, Nyyjerya, JID, JPEGMafia, ZillaKami e vocais adicionais de Billie Eilish. A produção foi feita por FnZ, DJ Dahi, Ronny J, Illmind, Charlie Heat e Mickey de Grand IV, entre outros.
Ta13oo foi apoiado por cinco singles: "Sumo", "Percs", " Clout Cobain ", " Vengeance " e "Black Balloons". O álbum recebeu ampla aclamação da crítica.

## Fundo
Em uma entrevista na Zane Lowe, Denzel Curry descreveu a estrutura do álbum: "Eu estava em um lugar sombrio quando trabalhava na parte escura. Tentava não focar na parte clara enquanto buscava minha felicidade."
Uma declaração que acompanha o videoclipe de "Clout Cobain" afirma: "Através das três seções de Ta13oo, Denzel aborda temas como abuso sexual, a eleição presidencial de 2016, fama, ódio, paranoia, vingança, amor, o estado atual da música e relatos pessoais de suas experiências de quase morte. Sonoramente, o álbum é tão diversificado quanto seus temas, incorporando sons de paranoia, medo da perda, melancolia sombria e mudanças de humor intensas, todos presentes em Ta13oo" .

## Lançamento e promoção
O primeiro single, "Sumo", foi lançado em 30 de março de 2018 para streaming e download digital. O segundo single, "Percs", foi lançado em 25 de maio de 2018. O terceiro single, "Clout Cobain", foi lançado em 12 de julho de 2018, juntamente com um videoclipe. "Black Balloons" e "Cash Maniac" foram disponibilizadas para download digital como singles promocionais em 23 e 24 de julho de 2018.
O álbum foi lançado em três atos consecutivos entre 25 e 27 de julho de 2018, com o álbum sendo lançado em sua totalidade em 27 de julho de 2018. Subsequentemente, "Vengeance" foi lançado como single em 5 de setembro de 2018, enquanto "Black Balloons" foi promovido em 27 de março de 2019.

## Recepção crítica
| Críticas profissionais | Críticas profissionais |
| Pontuações agregadas   | Pontuações agregadas   |
| Fonte                  | Avaliação              |
| ---------------------- | ---------------------- |
| Metacritic             | 86/100                 |
| Avaliações da crítica  |                        |
| Fonte                  | Avaliação              |
| AllMusic               | [ 15 ]                 |
| Highsnobiety           | 3.5/5                  |
| HipHopDX               | 4.5/5                  |
| HotNewHipHop           | 91%                    |
| The Music              | [ 19 ]                 |
| Pitchfork              | 7.7/10                 |
| Pretty Much Amazing    | A−                     |
| Sputnikmusic           | 4.2/5                  |

Ta13oo foi amplamente aclamado pela crítica. No Metacritic, que atribui uma pontuação normalizada de 100 às análises de publicações profissionais, o álbum recebeu uma média de 86, baseada em seis críticas.
Marshall Gu do Pretty Much Amazing escreveu: "Em última análise, facilmente um dos álbuns de hip-hop mais difíceis e atmosféricos do ano". Em sua análise para HipHopDX, Justin Ivey elogiou o álbum, escrevendo: "Curry construiu um projeto que se adapta às estruturas sonoras da era sem sacrificar conteúdo significativo ao fazê-lo. TA13OO é a culminação de sua promessa e talento, resultando no magnum opus de Curry". O crítico Jordan M. do Sputnikmusic afirmou: "Realisticamente, Ta13oo é extremamente satisfatório do ponto de vista do consumo. É tudo o que eu gostaria de um álbum de rap este ano". Concluindo sua análise para a AllMusic, Neil Z. Yeung afirmou que "Com esta substância adicional e contribuições estratégicas de convidados, Curry é elevado em TA13OO - apesar desta imersão profunda em desespero e escuridão - sugerindo mais insights em futuros esforços".
Em uma crítica positiva, Dean Van Nguyen do Pitchfork escreveu que "É quando ele se mantém altamente pessoal que a música de Curry está livre de todos os clichês - o poder de sua performance, a veracidade de sua pena e a cor de seu jogo de palavras o tornam um especialista em dar voz às tribulações desta condição condenada que chamamos de juventude. Tudo isso o torna impossível de ser classificado no domínio mais amplo do rap do SoundCloud. Os sinais apontam para um artista que superará qualquer plataforma de distribuição única - ou qualquer um dos gêneros nomeados por elas". Trey Alston do Highsnobiety deu ao álbum uma crítica favorável, escrevendo: "Chamá-lo de psicodélico é um clichê, mas o álbum é uma coleção multi-partes e constantemente em movimento de emoções ásperas com um toque funky que funciona, mesmo que a parte final diminua o ímpeto um pouco".

### Listas de Fim de Ano
| Publicação       | Lista                     | Ranking | Ref.   |
| ---------------- | ------------------------- | ------- | ------ |
| Complex          | 50 Best Albums of 2018    | 29      | [ 23 ] |
| Consequence      | The Top 50 Albums of 2018 | 45      | [ 24 ] |
| Stereogum        | The Best Albums of 2018   | 44      | [ 25 ] |
| Vinyl Me, Please | The Best Albums of 2018   | 31      | [ 26 ] |

## Lista de Músicas
| Ato 1: Light |                                              |                                                                                    |                                 |         |  |
| N.º          | Título                                       | Compositor(es)                                                                     | Produtor(es)                    | Duração |  |
| 1.           | "Taboo"                                      | Denzel Curry Issac DeBoni Michael Hirschenberg Michael Mule Latisha Hyman          | FnZ M-Sol                       | 3:17    |  |
| 2.           | "Black Balloons" (com Twelve'len e GoldLink) | Curry DeBoni Mule Ryan DeGrandy Matthew Radosevich D'Anthony Carlos LaVares Joseph | FnZ Matt Rad Mickey de Grand IV | 3:30    |  |
| 3.           | "Cash Maniac" (com Nyyjerya)                 | Curry DeBoni DeGrandy Mule Samuel Ahana Imani Taylor                               | FnZ Mickey de Grand IV Swish    | 3:18    |  |
| 4.           | "Sumo"                                       | Curry Ernest Brown                                                                 | Charlie Heat                    | 3:47    |  |

| Ato 2: Gray |                         |                                                                               |                     |         |  |
| N.º         | Título                  | Compositor(es)                                                                | Produtor(es)        | Duração |  |
| 5.          | "Super Saiyan Superman" | Curry DeBoni Mule Justin Elwin                                                | FnZ HWLS            | 2:12    |  |
| 6.          | "Switch It Up"          | Curry Ramon Ibanga, Jr. Ronald Spence, Jr.                                    | Illmind Ronny J     | 2:55    |  |
| 7.          | "Mad I Got It"          | Curry DeBoni Mule Jeff Saurer Kevin Saurer Khalil Abdul-Rahman Javohn Griffin | FnZ Hippie Sabotage | 3:52    |  |
| 8.          | "Sirens" (com JID)      | Curry Dacoury Natche Destin Route Billie Eilish O'Connell Brent Reynolds      | DJ Dahi             | 3:56    |  |
| 9.          | "Clout Cobain"          | Curry Julian Gramma Mike Hector                                               | J Gramm Hector      | 3:51    |  |

| Ato 3: Dark    |                                         |                                                               |                        |         |  |
| N.º            | Título                                  | Compositor(es)                                                | Produtor(es)           | Duração |  |
| 10.            | "The Blackest Balloon"                  | Curry DeBoni DeGrandy Mule Soulja Mook                        | FnZ Mickey de Grand IV | 2:55    |  |
| 11.            | "Percs"                                 | Curry DeBoni Mule                                             | FnZ Curry [a]          | 3:06    |  |
| 12.            | "Vengeance" (com JPEGMafia e ZillaKami) | Curry DeBoni DeGrandy Mule Barrington Hendricks Junius Rogers | FnZ Mickey de Grand IV | 4:00    |  |
| 13.            | "Black Metal Terrorist"                 | Curry DeBoni Hirschenberg Mule Spence, Jr. Mickey Degrand     | FnZ Ronny J M-Sol [a]  | 2:41    |  |
| Duração total: | Duração total:                          | Duração total:                                                | Duração total:         | 43:20   |  |

Notas
- ↑[a]  significa um produtor adicional
- Todas as faixas estilizadas em letras maiúsculas.
- "Taboo" conta com vocais de fundo de Tish Hyman e VSC
- "Black Balloons" conta com vocais de fundo de Savannah Cristina e Mickey de Grand IV, e vocais adicionais de Nathan Burgess e Illeana Cardenas
- "Cash Maniac" e "Vengeance" apresentam vocais adicionais de Mickey de Grand IV
- "Sirens" apresenta vocais adicionais de Billie Eilish
- "The Blackest Balloon" apresenta vocais adicionais de Soulja Mook
- "Black Metal Terrorist" conta com vocais adicionais de Gino Vento

## Graficos
| Parada (2018)                           | Posição de Pico |
| --------------------------------------- | --------------- |
| Austrália (ARIA)                        | 27              |
| Bélgica (Ultratop Flandres)             | 40              |
| Bélgica (Ultratop Valônia)              | 173             |
| Canadá (Billboard)                      | 84              |
| Países Baixos (Dutch Charts)            | 30              |
| Finlândia (Suomen virallinen lista)     | 36              |
| Irlanda (IRMA)                          | 37              |
| Nova Zelândia (RMNZ)                    | 16              |
| Reino Unido (Official Albums Chart)     | 62              |
| Estados Unidos (Billboard 200)          | 28              |
| Estados Unidos (Top R&B/Hip Hop Albums) | 15              |